# Große Pyramide
Große Pyramide (còn được biết đến là Kim Tự Tháp Vĩ Đại Mới, Nhà Mồ Kim Tự Tháp Vĩ Đại) là một dự án của một nhóm các họa sĩ và thương gia Đức. Nó dự kiến sẽ trở thành nhà mồ lớn nhất thế giới, có khả năng phục vụ việc chôn cất và tưởng niệm bất cứ con người nào.
Ý tưởng về dự án được một nhà văn tên Ingo Niermann đưa ra. Dự kiến nó sẽ là một ngôi mộ của tất cả mọi người từ mọi chủng tộc, sắc dân và tôn giáo, đồng thời sẽ trở thành một địa điểm thu hút khác du lịch và thậm chí là một nhân tố kích thích kinh tế địa phương phát triển. Theo lời tuyên bố của nhóm phát triển dự án, nhà một đượng miêu tả là "dễ mua" đồng thời "phục vụ mọi sắc dân với tín ngưỡng khác nhau. Những cá nhân không thể hoặc không muốn tro tàn của bản thân bị vùi lấp có thể lựa chọn một đài tưởng niệm bằng đá thay thế. Đá có thể được tự thiết kế với bất cứ màu sắc, hình ảnh hay niềm tin tín ngưỡng nào. Kim tự tháp vĩ đại sẽ tiếp tục phát triển thêm với mọi viên đá được đặt vào nó, và cuối cùng là tạo ra một kiến trúc lớn nhất trong lịch sử loài người." Việc xây cất được dựa theo kỹ thuật xây cất cổ và hình dạng một kim tự tháp đã được tính toán cho toàn bộ công trình vì nó cho phép sự phát triển liên tục của cả công trình.

## Tiền đề
Ý tưởng về Große Pyramide xuất phát từ phóng viên kiêm nhà vănngười Đức Ingo Niermann. Ông đưa ra nó trong một bô sưu tập các bài luận về phương pháp để xây dựng lại xã hội Đức và giải quyết một vài vấn đề của nước Đức thế kỷ 21 (Umbauland, dịch là khôi phục quốc gia hoặc thay đổi quốc gia). Cùng với nhà kinh tế Jens Thiel, kỹ sư Heiko Holzberger và vài người khác, họ thành lập một nhóm tên là "Những người bạn của Đại Kim Tự Tháp". Và họ đã vận động được chính phủ Cộng hòa Liên bang Đức đầu tư cho một ngân sách chừng 100.000 € trong dự án xây dựng của mình. Nó đã cho phép nhóm này đeo đuổi và thực hiện PR cho dự án của mình, và đồng thơi nhóm cũng có thể thực hiện việc phát triển một dự án thương mại vững vàng và tìm kiếm một nơi xây dựng, ưu tiên hàng đầu ở Đông Đức.

## Phản ứng trước khái niệm Nhà mồ Kim tự tháp

### Dessau, Đông Đức
Mùa xuân năm 2007, dự án được quyết định sẽ xây dựng trên vùng ngoại vi Dessau, cách Berlin 100 km sau một phân tích về cơ sở hạ tầng toàn bộ Đông Đức. Hai ngôi làng Streetz và Natho, tuy vậy, cũng tỏ ra đôi chút thích thú với dự án. Tuy nhiên, sự quan tâm về nó cũng bắt đầu, và tháng 12 năm 2007 khi một viên đá tượng trưng được đặt tại Streetz, Dessau-Rosslau, Đức. Một lễ hội quy tụ các nghệ sĩ đia phương và trên thế giới diễn ra theo sự kiện này đạt được sự quan tâm của truyền thông Đức và trên thế giới.

### Quốc tế
Từ khi trang web chính thức về dự án trực tuyến vào mùa xuân năm 2007, ý tưởng về kim tự tháp đã thu hút được sự quan tâm của nhiều người ở nhiều quốc gia, Khoảng 400 người đã bày tỏ sự ủng hộ của mình dành cho dự án.
Số tái bản lài của tờ báo thiết kế kiến trúc Ý Abitare tháng 10 năm 2007 cũng đề cao ý tưởng của Niermann qua lời của chính ông. Ca sĩ và nhà phê bình văn hóa người Scotland Nick Currie, thích thú dự án nhưng vẫn tỏ ra chán cái sự bao hàm vẻ gì đó có tính phát xít trong kiến trúc dự kiến.

## Thi công
Dự kiến, công trình sẽ khởi công vào đầu năm 2009. Đó là mô hình Kim tự tháp khổng lồ, nơi lưu giữ hơn 5 triệu di cốt những người quá cố. Dự kiến nó sẽ cao 578m và mất 30 năm để hoàn tất.